# Acacia fiebrigii
Acacia fiebrigii é uma espécie de leguminosa do gênero Acacia, pertencente à família Fabaceae.